# Eslamabad-e Gharb
Eslāmābād-e Gharb (farsi اسلام‌آباد غرب) è il capoluogo dello shahrestān di Eslamabad-e Gharb, circoscrizione Centrale, nella provincia di Kermanshah. Aveva, nel 2006, una popolazione di 89.430 abitanti.